# Rotman School of Management
A Joseph L. Rotman School of Management conhecida como Rotman School of Management, ou simplesmente como Rotman, e a escola de gestão da Universidade de Toronto, localizada na St. George Street em Toronto. A escola, com nome em honra de Joseph L. Rotman, foi establecida em 1950. A escola offerece cursos de graduação, pos-graduação e doutoramento.
O curso de MBA da escola e considerado o melhor da America do Norte pelo ranking 2012 da revista Financial Times. No ranking de 2012 da QS 'Global 200 Business Schools' a Rotman foi considerada o nona melhor escola de gestão da America do Norte, a frente de NYU Stern e Yale. Na ranking de 2011 da BusinessWeek, a Rotman foi considerada a terceia melhor escola de gestão internacional (fora dos E.U.A)